# Fresnillo de las Dueñas
Fresnillo de las Dueñas é um município da Espanha na província de Burgos, comunidade autónoma de Castela e Leão, de área 13,63 km² com população de 411 habitantes (2007) e densidade populacional de 25,61 hab/km².

## Demografia
| Variação demográfica do município entre 1991 e 2004 | Variação demográfica do município entre 1991 e 2004 | Variação demográfica do município entre 1991 e 2004 | Variação demográfica do município entre 1991 e 2004 |
| --------------------------------------------------- | --------------------------------------------------- | --------------------------------------------------- | --------------------------------------------------- |
| 1991                                                | 1996                                                | 2001                                                | 2004                                                |
| 302                                                 | 305                                                 | 316                                                 | 349                                                 |